# Hilarempis msingi
Hilarempis msingi är en tvåvingeart som beskrevs av Smith 1967. Hilarempis msingi ingår i släktet Hilarempis och familjen dansflugor.
Artens utbredningsområde är Tanzania. Inga underarter finns listade i Catalogue of Life.